# Gillian Murphy
Gillian Murphy (Wimbledon, 11 de abril de 1979) é a bailarina principal do American Ballet Theatre.
Murphy nasceu em Wimbledon, na Inglaterra e foi levada a uma aula de balé pela primeira vez aos 3 anos de idade na Bélgica, enquanto seu pai estava trabalhando no exterior. Mais tarde, a família mudou-se para Florença, na Carolina do Sul EUA, e Murphy prosseguiu com seus estudos em dança, ocasião em que aprendeu os passos pas de deux do Cisne Negro(do clássico O Lago dos Cisnes) aos onze anos. Após algum tempo no Columbia City Ballet, ela continuou seus estudos na North Carolina School of the Arts. Lá sob a tutela da famosa bailarina Melissa Hayden, Murphy dançou os papéis principais em vários ballets da escola, incluindo uma produção de O Quebra-Nozes e George Balanchine,Concerto’s Barroco, Westem Sinfonia, Tarantella e Tema e Variações. Murphy é patrocinada pela empresa dancewear Gaynor Minden.
Murphy foi admitida no American Ballet Theatre, com a idade de dezessete anos como membro do corpo de baile em agosto de 1996,e foi promovida a solista em 1999, e em seguida a bailarina principal em 2002. Seu repertório inclui Polyhymnia de Apollo, Nikiya e Gamzatti em La Bayadère, Cinderela em Cinderela, Swanilda em Coppélia, Medora e Gulnare em Le Corsaire, Kitri em Dom Quixote, Titania em O Sonho, a acusada  em Fall River Legend, segunda menina em Fancy Free, Lise em La Fille mal Gardèe, o pas de deux de Chamas de Paris, Grand Pas Classique, Myrtha em Giselle, a Rainha de Copas no Jeu de Cartes, Manon em Senhora das Camélias. O Sugar Plum Fairy em O Quebra-Nozes, Desdêmona em Othelo, Hagar no Pilar do Fogo, Raymonda em Raymonda, Juliet em Romeo e Juliet, a Princesa Aurora e a Fada Lilás em Bela Adormecida, Odette-Odile em O Lago dos Cisnes, Sylvia em Sylvia, os primeiros movimentos e terceiro Symphony in C, o Pas de DeuxTchaikovsky, e a bailarina em Temas e Variações. Ela também interpretou os  papéis principais em Alegro Brillante, Imperial Ballet, Della Ballo Regina, Game Baroque Oferta de Aniversário, Paul Taylor Black terça-feira, as variações Brahms-Haydn, Clear, Désir, Diversion of Angels, Drink To Me Only  com os teus olhos, Études, From Here On Out Gong, No Cenáculo, Meadow, Les Patineurs, Ano Bom, Push Comes To Shove, Sinfonietta, Les Sylphides, Symphonie Concertante e The Stream Bright. 
Murphy tem um namoro de longa data, com o também bailarino principal do American Ballet Theatre, Ethan Stiefel.

## Prémios
- Premiada com o Prix de Lausanne Espoir após a realização da apresentação final no Teatro Bolshoi, em Moscou, em 1995.
- Finalista no New York Concurso Internacional de Ballet (1983)